# Amorphophallus
Amorphophallus (Аморфофа́люс) — рід субтропічних бульбових рослин з родини кліщинцевих (Araceae). Походять з Азії, Африки, Австралії та островів Океанії. Деякі види їстівні після спеціальної обробки.

## Історія
Вперше два види описані у 1692 році нідерландським ботаніком Генріком ван Реде тот Дракенстейном. Назва «Amorphophallus», що у перекладі з грецької означає «безформний фалос», вперше трапляється у 1834 у голландського ботаніка К. Л. Блюме.

## Розповсюдження
Це типові низинні рослини, що ростуть у тропічній і субтропічній зонах палеотропіків, від Західної Африки до островів Тихого океану. Більшість видів є ендеміками. Вони переважно ростуть на порушених землях, таких як вторинні ліси.

## Опис
Це рослини від малих до масивних. Вони ростуть із підземної бульби. Бульби Amorphophallus дуже відрізняються від виду до виду, від досить рівномірної кулястої бульби A. konjac до витягнутих бульб A. longituberosus і A. macrorhizus і до химерного кореневищного скупчення A. coaetaneus. Вага цих бульб варіюється від десяти грамів у Amorphophallus pusillus з В’єтнаму до 139 кг у Amorphophallus titanum, 14 000-кратна різниця у вазі. З верхівки цієї бульби з'являється один листок, який у більших видів може досягати кількох метрів, утворюється на верхівці схожої на стовбур ніжки, за яким після зрілості розташовується єдине суцвіття. Цей лист складається з вертикальної ніжки листка й горизонтальної пластини, яка може складатися з кількох маленьких листочків. Лист живе один вегетаційний період. Квітконос може бути довгим або коротким.
Як типово для кліщинцевих, ці види розвивають суцвіття, що складається з подовженої або яйцеподібної обгортки (приквітка), яка зазвичай огортає початок (квітковий колос із м'ясистою віссю). Обгортка може мати різне забарвлення, але найчастіше воно коричнево-пурпурне чи білувато-зелене. З внутрішньої сторони вони містять виступи чи бородавки, які функціонують як пастки для комах.
Рослини однодомні. Початок має крихітні квітки: жіночі квітки, не більше маточки, внизу, потім чоловічі квітки, кожна з однією тичинкою, а потім стерильна область. Ця остання частина, яка називається «апендикс», складається з безплідних квіток, які називаються стамінодіями, і можуть бути особливо великими. Квітки не мають віночків.
Зрілі жіночі квітки зазвичай сприйнятливі лише 1 день. У багатьох видів суцвіття виділяє запах гнилої плоті, щоб привабити комах, хоча деякі види виділяють приємний запах. Завдяки низки хитрих пасток для комах комахи-запилювачі, які потрапили в обгортку, коли жіночі квіти були сприйнятливі, залишаються всередині приблизно 1 день, поки чоловічі квіти дозрівають і випускають пилок. Пилок падає на цих комах, і вони несуть пилок, виходячи з обгортки, і можуть запилювати жіночі квіти в іншій обгортці. Види Amorphophallus використовуються як харчові рослини личинками деяких видів лускокрилих (метелики та молі), включаючи Palpifer sexnotatus і Palpifer sordida.
Запилені квітки зазвичай розвиваються в кулясту ягоду, плід. Ягоди залежно від виду червоні, оранжево-червоні, білі, біло-жовті або сині.

## Використання
Деякі види Amorphophallus вирощуються в їжу, наприклад Amorphophallus aphyllus, Amorphophallus campanulatus, Amorphophallus consimilis, Amorphophallus dracontioides, Amorphophallus sylvaticus. Види Araceae містять кристали оксалату кальцію. Ця речовина є отруйною, якщо вживати свіжі частини рослини, і дуже неприємно в роті, язиці та горлі. Але проблему оксалату кальцію можна вирішити нагріванням або висушуванням. Однак людям з ревматизмом, артритом, схильністю до утворення каменів у нирках і підвищеною кислотністю слід бути дуже обережними з частинами рослин, які містять оксалат кальцію.
Корінь коньяку (Amorphophallus konjac) дає бульби, які в основному використовуються в Азії. Бульби вживають у вареному вигляді. Після очищення, варіння та додавання вапна отримують борошно з коньяку, яке в Японії називають «конняку» (харчова добавка E425), 80% вуглеводів якого є неперетравлюваними, тому їх можна використовувати в дієтах.
Amorphophallus paeonifolius також культивується для їжі, зокрема в Індії. Кореневище має діаметр до 50 см і вживається в їжу в готовому вигляді. Листкові ніжки та пластинки також вживаються в їжу після інтенсивної обробки.
Були досліджені лікувальні ефекти від Amorphophallus paeonifolius і Amorphophallus konjac. Amorphophallus konjac має інсектицидні властивості.
Amorphophallus titanum рідко використовується як декоративна рослина. Інші види, поширені серед колекціонерів, це Amorphophallus albus, Amorphophallus bulbifer і Amorphophallus yunnanensis. Вони не виростають такими великими, і їх легше вирощувати, ніж Amorphophallus titanum. Близькоспоріднений рід із тропічної Африки називається Anchomanes; ніжки його листя шипуваті.

## Види
1. Amorphophallus aberrans
2. Amorphophallus abyssinicus
3. Amorphophallus albispathus
4. Amorphophallus albus
5. Amorphophallus amygdaloides
6. Amorphophallus angolensis
7. Amorphophallus angulatus
8. Amorphophallus angustispathus
9. Amorphophallus ankarana
10. Amorphophallus annulifer
11. Amorphophallus antsingyensis
12. Amorphophallus aphyllus
13. Amorphophallus ardii
14. Amorphophallus asper
15. Amorphophallus asterostigmatus
16. Amorphophallus atrorubens
17. Amorphophallus atroviridis
18. Amorphophallus bantae
19. Amorphophallus barthlottii
20. Amorphophallus baumannii
21. Amorphophallus beccarii
22. Amorphophallus becquaertii
23. Amorphophallus bonaccordensis
24. Amorphophallus borneensis
25. Amorphophallus boyceanus
26. Amorphophallus brachyphyllus
27. Amorphophallus brevispathus
28. Amorphophallus bufo
29. Amorphophallus bulbifera
30. Amorphophallus calabaricus
31. Amorphophallus calcicolus
32. Amorphophallus canaliculatus
33. Amorphophallus carneus
34. Amorphophallus chlorospathus
35. Amorphophallus cicatricifer
36. Amorphophallus cirrifer
37. Amorphophallus coaetaneus
38. Amorphophallus commutatus
39. Amorphophallus consimilis
40. Amorphophallus corrugatus
41. Amorphophallus costatus
42. Amorphophallus coudercii
43. Amorphophallus cruddasianus
44. Amorphophallus curvistylis
45. Amorphophallus dactylifer
46. Amorphophallus declinatus
47. Amorphophallus decus-silvae
48. Amorphophallus discophorus
49. Amorphophallus dracontioides
50. Amorphophallus dunnii
51. Amorphophallus dzuii
52. Amorphophilus eburneus
53. Amorphophilus echinatus
54. Amorphophallus eichleri
55. Amorphophallus elatus
56. Amorphophallus elegans
57. Amorphophallus elliottii
58. Amorphophallus excentricus
59. Amorphophallus forbesii
60. Amorphophallus galbra
61. Amorphophallus gallaensis
62. Amorphophallus gigas
63. Amorphophallus gliruroides
64. Amorphophallus glossophyllus
65. Amorphophallus goetzei
66. Amorphophallus gomboczianus
67. Amorphophallus gracilior
68. Amorphophallus gracilis
69. Amorphophallus haematospadix
70. Amorphophallus harmandii
71. Amorphophallus hayi
72. Amorphophallus henryi
73. Amorphophallus hetterscheidii
74. Amorphophallus hewittii
75. Amorphophallus hildebrandtii
76. Amorphophallus hirsutus
77. Amorphophallus hirtus
78. Amorphophallus hohenackeri
79. Amorphophallus hottae
80. Amorphophallus impressus
81. Amorphophallus incurvatus
82. Amorphophallus infundibuliformis
83. Amorphophallus interruptus
84. Amorphophallus johnsonii
85. Amorphophallus kachinensis
86. Amorphophallus kiusianus
87. Amorphophallus konjac :
88. Amorphophallus konkanensis
89. Amorphophallus koratensis
90. Amorphophallus krausei
91. Amorphophallus lambii
92. Amorphophallus lanuginosus
93. Amorphophallus laoticus
94. Amorphophallus lewallei
95. Amorphophallus linearis
96. Amorphophallus linguiformis
97. Amorphophallus longicornus
98. Amorphophallus longiconnectivus
99. Amorphophallus longispathaceus
100. Amorphophallus longistylus
101. Amorphophallus longituberosus
102. Amorphophallus luzoniensis
103. Amorphophallus lyratus
104. Amorphophallus macrorhizus
105. Amorphophallus manta
106. Amorphophallus margaritifer
107. Amorphophallus margretae
108. Amorphophallus maximus
109. Amorphophallus maxwellii
110. Amorphophallus mekongensis
111. Amorphophallus merrillii
112. Amorphophallus mildbraedii
113. Amorphophallus minor
114. Amorphophallus mirabilis
115. Amorphophallus mossambicensis
116. Amorphophallus muelleri
117. Amorphophallus mullendersii
118. Amorphophallus mysorensis
119. Amorphophallus nanus
120. Amorphophallus napalensis
121. Amorphophallus napiger
122. Amorphophallus nicolsonianus
123. Amorphophallus obovoideus
124. Amorphophallus obscurus
125. Amorphophallus ochroleucus
126. Amorphophallus opertus
127. Amorphophallus paeoniifolius
128. Amorphophallus palawanensis
129. Amorphophallus parvulus
130. Amorphophallus paucisectus
131. Amorphophallus pendulus
132. Amorphophallus perakensis
133. Amorphophallus perrieri
134. Amorphophallus pilosus
135. Amorphophallus plicatus
136. Amorphophallus polyanthus
137. Amorphophallus prainii
138. Amorphophallus preussii
139. Amorphophallus purpurascens
140. Amorphophallus pusillus
141. Amorphophallus putii
142. Amorphophallus pygmaeus
143. Amorphophallus rhizomatosus
144. Amorphophallus richardsiae
145. Amorphophallus rostratus
146. Amorphophallus rugosus
147. Amorphophallus sagittarius
148. Amorphophallus salmoneus
149. Amorphophallus saraburiensis
150. Amorphophallus saururus
151. Amorphophallus scaber
152. Amorphophallus scutatus
153. Amorphophallus sizemorae
154. Amorphophallus smithsonianus
155. Amorphophallus sparsiflorus
156. Amorphophallus spectabilis
157. Amorphophallus staudtii
158. Amorphophallus stipitatus
159. Amorphophallus stuhlmannii
160. Amorphophallus subsymbiformis
161. Amorphophallus sumawongii
162. Amorphophallus sylvaticus
163. Amorphophallus symonianus
164. Amorphophallus synandrifer
165. Amorphophallus taurostigma
166. Amorphophallus tenuispadix
167. Amorphophallus tenuistylis
168. Amorphophallus teuszii
169. Amorphophallus tinekeae
170. Amorphophallus titanum
171. Amorphophallus tonkinensis
172. Amorphophallus variabilis
173. Amorphophallus venustus
174. Amorphophallus verticillatus
175. Amorphophallus yuloensis
176. Amorphophallus yunnanensis
177. Amorphophallus zengianus
178. Amorphophallus zenkeri

## Галерея

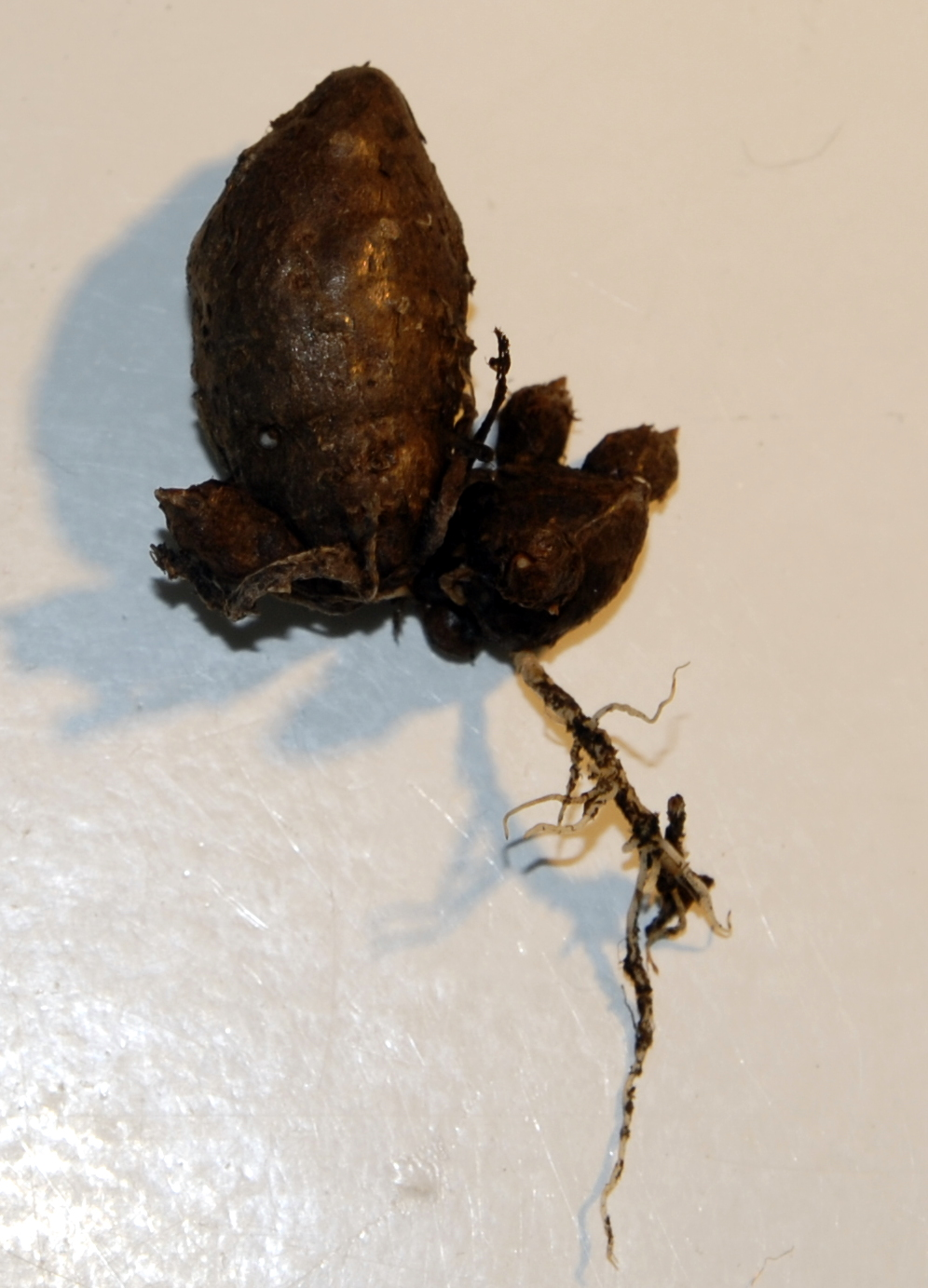
Бульба Amorphophallus myosuroides
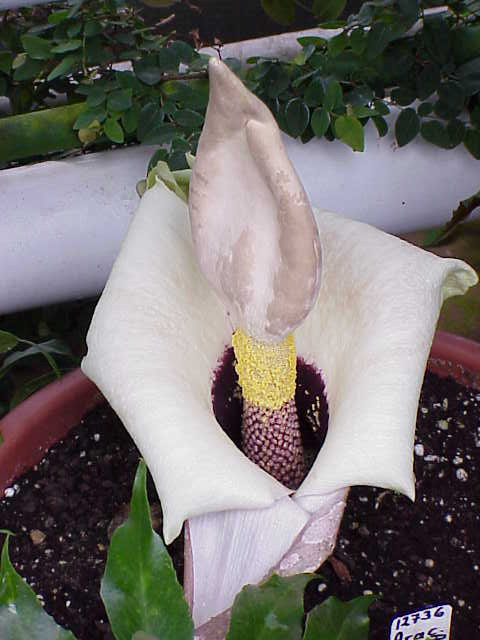
Amorphophallus prainii
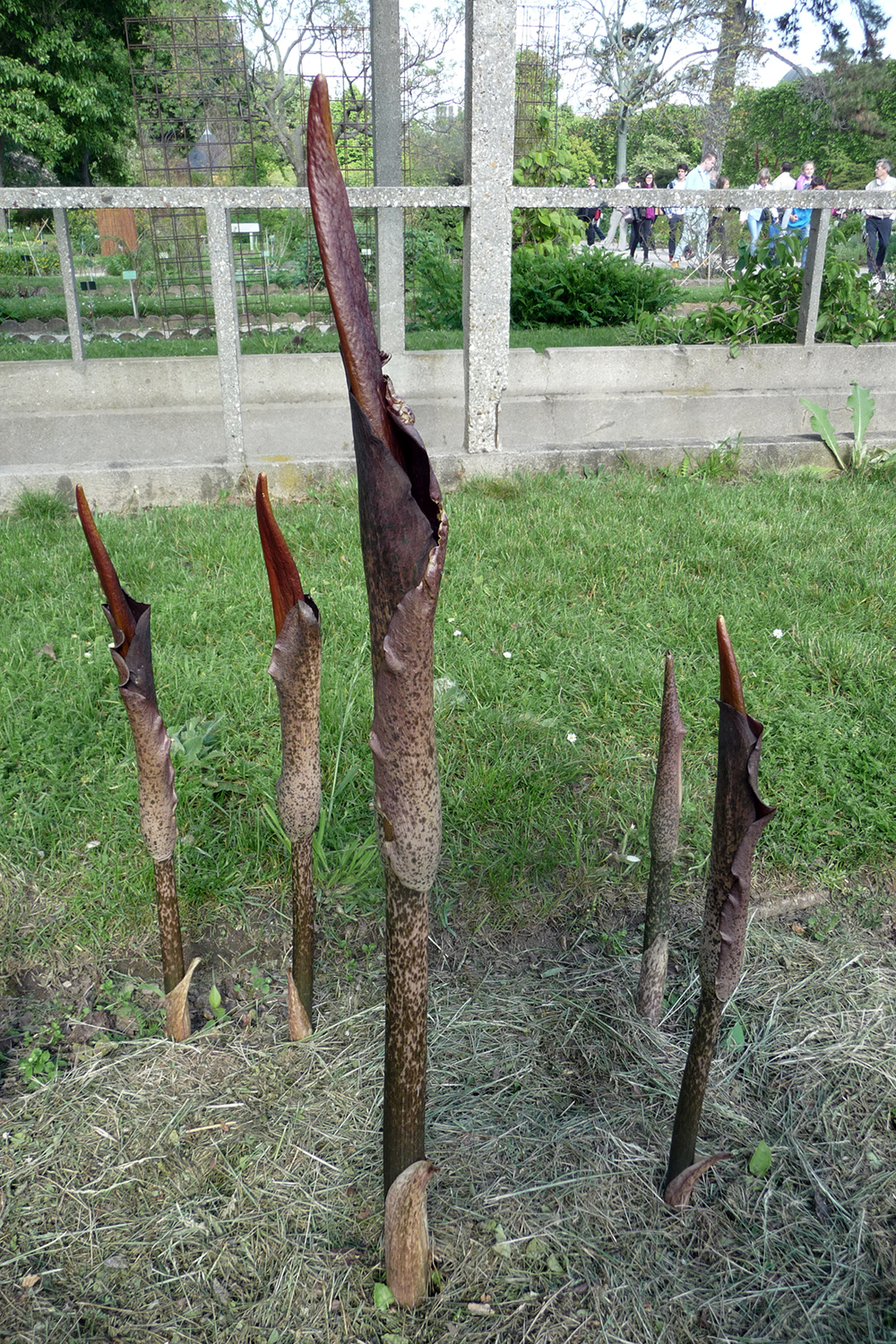
Amorphophallus rivieri